# Dominions 2: The Ascension Wars
Dominions II: the Ascension Wars naslov je 4X računalne igre, strategije na krugove, čiji su proizvođači Johan Karlsson i Kristoffer Osterman tvrtke Illwinter Game Design. Igra je u prodaju pustila tvrtka Shrapnel Games 13. studenog 2003. godine.
Igrači preuzimaju igru boga jednog od 17 različitih naroda i bore se za nadmoć nad imaginarnim svijetom. Na najosnovnijoj razini, igra je slična Riziku: svijet je podijeljen na manje provincije koje izmjenjuju vlast nakon svake taktičke borbe. Istovremeno, slična je igri Civilization. Igrači koriste vojske ljudi i čudovišta kako bi odnijeli pobjedu u spomenutim borbama.
Prethodi joj igra Dominions: Priests, Prophets and Pretenders, dok je 29. rujna 2006. godine dobila svoj nastavak, Dominions 3: The Awakening.

## Planiranje igre i početak
Igrač i glavno računalo (koje također može igrati) pronalaze se kroz izvanmrežne kanale i odlučuju o početku igre. Ove odluke uključuju:
- biranje naroda kojim će igrač upravljati
- kartu na kojoj će se igra odvijati
- zakrpu igre i određene modifikacije (modove)
- postavke promjenjivih parametara igre, poput snage nezavisnih provincija, težina istraživanja magije te učestalost nasumičnih događaja i čarobnih mjesta
- učestalost krugova koju igrači očekuju
- pravila igre

Svaki igrač zatim oblikuje svog pretendentnog boga. Svaki tip boga zahtjeva određenu količinu bodova koje se zatim može utrošiti na svojstva vlasti pretendentnog boga, njegove/njene čarobne vještine, ili oblik nacionalne utvrde. Polazne čarobne vještine pretendentnog boga određuju i blagoslov toga boga, što je posebna sposobnost koja usavršava određene vrste posvećenih vojnih jedinica tijekom borbe. Primjerice, bog koji je vješt u čarobnom putu vatre takvim će blagoslovom povećati snagu napada posvećenih jedinica ili čak učiniti njihova oružja obloćenima svetom vatrom, dok će bog koji je vješt u čarobnom putu prirode darovati svojim posvećenim jedinicama mogućnost da uđu u stanje slijepog bijesa. Moguće je oblikovati boga koji se ističe u čarobnjačkim vještinama i vještinama čarobnjačkog istraživanja, dok je fizički slab. Istovremeno, moguće je oblikovati gotovo neuništivog vojnog boga s gotovo nikakvim čarobnim vještinama. Djelovanje vlasti boga može se oblikovati nagibanjem 6 omjera (6 vaga) s ostatkom bodova, koje predstavljaju narav boga i utjecaj njegove naravi na teritorij pod njegovom vlasti. 6 omjera jesu Red/Nemir, Produktivnost/Nerad, Vrućina/Hladnoća, Rast/Smrt, Sreća7/Nesreća i Magija/Suša.
Igrači šalju datoteku oblikovanja njihovog pretendentnog boga glavnom računalu, koje zatim započinje igru.

## Faze igre
Svaki krug igre podijeljen je na dvije faze.

### Faza planiranja
Svaki igračev krug proces je procjena očitih prilika i rizika, te pokušaj djelovanja u napretku igračevih planova za nadmoć nad imaginarnim svijetom. Regrutiranje novih vojnih jedinica, slanje poruka ostalim igračima, razmatranje razina poreza i nemira unutar igračeve provincije, i upravljanje čarobnim istraživanjima, sve su načini upravljanja narodom.
Igrači također mogu davati određene naredbe svakom od zapovjednika na strateškoj razini, poput napadanja neprijateljskog teritorija (sa svim vojnim jedinicama pod njegovim vodstvom), čaranja ritualne čarolije, kovanja čarobnog predmeta, ubijanja protivničkog zapovjednika tijekom skrivanja u neprijateljskom teritoriju, i izgradnja građevina (hrama, utvrda ili laboratorija). Planiranje borbe uključuje organiziranje vojnih jedinica pod vodstvo zapovjednika i zadavanje jedne od pet različitih borbenih zadataka zapovjednicima (poput čaranja određenih čarolija), te jednostavnijih zadataka timovima vojnih jedinica. Svaki zapovjednik može voditi do pet timova te njegove vještine kao vođe određuju količinu i vrstu vojnih jedinica kojima može zapovjedati. Vođenje čarobnih, mrtvih ili demonskih vojnih jedinica zahtjeva određene čarobne vještine. Dostupan je pregled timova i zapovjednika iz zraka, kada ih igrač može rasporediti na specifične položaje na polju.
Nakon što su naredbe postavljene, igrač šalje svoju datoteku kruga elektroničkom poštom ili putem TCP/IP veze glavnom računalu.

### Faza izvršavanja
Glavno računalo istovremeno izračunava rezultate svih borbi i nasumičnih događaja i šalje datoteku rezultata natrag igračima. Igrači zatim mogu pregledati reultate naredaba zadanih u prethodnom krugu, nasumične događaje, pogledati borbu, a zatim nastaviti s planiranjem sljedeće faze.

## Posebne značajke
Dominions II najbolje je igrati protiv ostalih ljudskih protivnika, no također ima prihvatljiv AI za jednog igrača. Grafički prikaz pojedine vojne jedinice (čudovište, ratnik,...) sastavljeni su od 2 bitampa, što ograničava ugođaj za oko i rezultira osjećajem sličnim u ratnim igrama s minijaturama. Ono čime se sama igra ističe od ostalih, garifčki razvijenijih igara, jest njezina neograničena dubina.
Igra sadrži preko 1000 jedinstvenih vojnih jedinica, definirane različitim statistikama, koje mogu sudjelovati u borbama. Miješajući ih s preko 500 različitih i jedinstvenih čarolija te preko 300 čarobnih predmeta, igra pruža beskrajne mogućnosti vojnog sastavljanja i planiranja, taktika, protunapada te rezultira veoma visokim šansama da će ju igrač ponovo zaigrati nakon što jednom odnese pobjedu.
Još jedna istaknuta značajka igre Dominions II jest bogata atmosfera napisanih opisa za svaku vojnu jedinicu, čaroliju, čarobni predmet i narod. Ne nalik ostalim igrama svoga žanra, igra Dominions temelji se na dojmljivoj raznolikosti tradicionalnih i povijesnih mitova.
Zalihe i moral oblikovani su u samoj igri te igraju važnu ulogu. Vlast (količina kojom se iskazuje vjera u igračevog boga nasuprot protivničkom) utječe ne samo na borbeni moral, već i na postavke provincije poput klime, bogatstva, sretnih i nesretnih događaja koji se u njoj zbivaju te dostupnih zaliha. Strateško propovijedanje (obično se daje prednost tajnom propovijedanju duboko u neprijateljskom teritoriju) ne mijenja samo ishod budućih borbi; ono dopušta "teološku" beskrvnu pobjedu; ako igrač izgubi utjecaj vlasti u svim svojim provincijama, on istovremeno gubi igru, bez obzira koliko moćna njegova vojska bila.
17 igrivih naroda ne razlikuju se samo po raznolikosti i statistikama vojnih jedinica koje mogu regrutirati; različite taktike poput gerilskog ratovanja, atentata, čarobne nadmoći i vodozemnih/letećih/mrtvih vojnih jedinica također pružaju beskrajne mogućnosti uz raznolike oblike dostupnih bogova. Svaki narod il tema imaju svoju skupinu nacionalnih heroja, koji se igraču mogu pridružiti i dragovoljno pružiti igraču svoje usluge zapovjednika kako igra napreduje (pod uvjetom da vlast ne teži nesretnim događajima).
Dostupne su različite karte, kao i modovi (koje igrači samostalno prave). Većina igre daje se prilagoditi uz pomoć jednostavnog programa za uređivanje teksta i programa za bojanje.

## Taktika
Ne nalik ostalim pravim TBS i 4X računalnim igrama, Dominions II dopušta određene taktičke odluke koje se mogu dodijeliti vojnim jedinicama. Ova se sposobnost očitava u postavljanju određenog ponašanja jedinice prije same brobe, te kada borba započne, jedinice će slijediti igračeve postavke. Ova mogućnost dodaje još jednu razinu čitavoj igri, jer odluke igrača na strateškoj razini kasnije se mogu prevesti u taktičke planove.
Vrste taktičkih zapovijedi uključuju mogućnost napada, suzdržavanja napada, povlačenja, ispaljivanja oružja, korištenja borbenih oružja, vrstu neprijatelja koju pojedini tim treba napasti itd. za zapovjednike je dopuštena veća kontrola. Igrač im može dati naredbu točno određenih čarolija, ili koliko dugo trebaju čekati prije nego opet napadnu.

## Narodi
U igri postoji sedamnaest igrivih naroda, i svaki od njih sadrži svoj izbor vojnih jedinica, zapovjednika, svećenika i čarobnjaka koje igrač može regrutirati. Mnogi narodi također imaju jedinstvene čarolije ili izbore za pretendentnog boga, kao i različite sposobnosti poput dodatnih bodova utvrdnoj obrani, vlasti koja širi smrt, vrućinu ili hladnoću, i mnoge druge. Mnoge je narode moguće smjestiti u određene varijante (teme), od kojih svaka predstavlja različito povijesno doba ili alternativnu vremensku skalu. Primjerice, zadana tema naroda Ermor jest ona ljudskog carstva na rubu propasti i prokletstva. Ermorove dvije alternativne teme (koje se mogu protumačiti kao budućnost zadane teme Ermora), Ashen Empire i Soul Gate, u cijelosti mijenjaju sastav naroda, koji se tada sastoji od oživjelih mrtvaca s potpuno različitim vojnim jedinicama i sposobnostima.

### Abysia
Abysia je osušena pustpoljina nastanjena velikim humanoidnim bićima građenih od lave. Zrače toplinom, što umara (a ponekad i spaljuje) protivnike tijekom borbi. Abysia ima snažne vatrene čarobnjake i čarobnjake vješte u krvnoj magiji, te preferiraju život u veoma vrućim provincijama. Pješaštvo Abysie snažno je i teško oklopljeno, no nema nijednu izvornu konjicu. Abysijini vješci daju raznolikost narodnim vojnim jedinicama i zapovjednicima selektivnim križanjem Abyisianaca, ljudi i demona. Abysia je jedan od naroda koji može regrutirati ubojice. Istovremeno, Abysia može regrutirati vatrene salamandere, koji spaljuju neprijatelje u neposrednoj blizini.

### Atlantis
Narod koji se donekle temelji na Atlantiđanima koje je opisao Platon. Njihove vojne jedinice vodozemne su ili morske, a čarobnjaci vješti u svim putevima magije, posebno u magiji vode. Atlantis je jedan od dva naroda koji mogu graditi utvrde ispod vode.

### Pythium
Temeljen na Bizantu, ovaj ljudski narod objedinjuje učinkovite vojne jedinice s izrazito moćnim, ali skupim, svećenicima-čarobnjacima. Pythium također nudi regrutiranje "prijenosnika" (koji svoje čarobne vještine posuđuju čarobnjacima tijekom borbi, osnažujući ih), hidri, ubojica, gladijatora (jeftinih jedinica koje se mogu boriti samo u jednoj borbi, a zatim napuštaju trupe), te veoma učinkovite bacače koplja. Istovremeno, nedostaje konjica, strijelci su zamijenjeni praćkarima, dok je milicija (obrana provincije) jedna od najgorih u čitavoj igri.

### Man
Ljudski narod koji koriste ratnike s dugim lukovima, vitezove, vještice i osvještene glazbenike, donekle temeljen na keltskoj mitologiji.

### Ulm
Koriste magiju zemlje s teško oklopljenim ljudskim vojnim jedinicama, te učinkovite branitelje utvrda i jedinice učinkovite u opsadama neprijateljskih utvrda. U Ulmu, preferira se čelik od čaranja magije, te majstori kovači proizvode čarobne predmete uz olakšicu. Narod se vjerojatno donekle temelji na srednjovjekovnoj Njemačkoj (narod dijeli ime s njemačkim gradom), koja je također poznata po oklopima i zanatu kovanja. Ulmova posebna tema (Black Forest) prisiljava igrača da provncijom vlada nesreća i smrt, te ima nešto slabije vojne jedinice i čarobnjake. Ono što igraču ide u prilog jest mogućnost prizivanja Immortala, besmrtnih letećih grofova-vampira, bez potrebe istraživanje čarolije prizivanja. Ova se tema donekle temelji na srednjovjekovnoj Transilvaniji.

### Caelum
Narod krilatih ljudi kojima vlada čarobnjačka oligarhija, sa strogim utvrdnim sustavom. Stanovnici Caeluma prilagođeni su životu u hladnijim provnicijama, te brojne vojne jedinice Caeluma nose čarobni ledeni oklop i oružje koji biva osnaženo tijekom hladnijih klima. Caelum posjeduje najbolje čarobnjake u igri (iako ne i najraznolikije), te rukuje magijom vode i zraka. "Zemljane" vojne jedinice Caeluma obično se sastoje od odbačenih beskrilnih ljudi, zatim čuvara hramova (svetih ratnika koji su odrezali vlastita krila kao znak odanosti novom bogu), te mamuta.

### C'tis
Drevna civilizacija gušterolikih ljudi koji objedinjuju drevni Egipat i Stygiju Roberta E. Howarda. C'tis raspolaže moćnim svećenicima i čarobnjacima smrti i prirode, ubojice vješte u magiji, i, pod utjecajem jedne teme, vlast koja širi bolesti.

### Arcoscephale
Drevno ljudsko carstvo oblikovano po uzoru na staru Grčku, sa snažnom astralnom magijom, i magijom elemenata. Kao pravi narod čiji je fokus magija, ljudi Arcoscephalea mogu graditi laboratorije po manjoj cijeni od ostalih naroda. Poznate svećenice Arcoscephalea posjeduju jedinstvenu sposobnost liječenja rana zadobivenih u borbi, pa čak i bolesti. Arcoscephale može regrutirati nekoliko varijanata hoplita uz podršku primitivne konjice, ratnih slonova i kočija.

### Ermor
Ljudsko carstvo na rubu propasti, temeljeno na Rimskom Carstvu u vrijeme njegove propasti. Ermorovi taumaturzi naučili su tajne magičnog puta smrti od nekromancera C'tisa, no neodgovornom upotrebom ovih moći doveli su carstvo na sam rub propasti.

### Marignon
Fanatičko ljudsko carstvo u potpunosti temeljeno na srednjovjekovnoj Francuskoj tijekom inkvizicije. Moćni svećenici vješti u magiji vatre, čije je propovijedanje protiv neprijateljske nade izrazito učinkovito, mogu blagosloviti svete flagelante i vitezove. Marignon može uzrokovati nemir u neprijateljskim provnicijama svojim uhodama, vršiti atentate na neprijateljske zapovjednike svojim ubojicama, dok njihovi strijelci koriste samostrel kako bi probili neprijateljske oklope.

### Pangaea
Narod čiji je život u skladu s prirodom. Sastoji se od poluljudi preuzetih iz grčke mitologije, poput panova, menada i kentaura. Sve vojne jedinice Pangaee sposobne su liječiti vlastite rane zadobivene tijekom borbi, te se većina može potajno kretati kroz neprijateljske provincije. 

### Vanheim
Narod ljudi, vanira, i patuljastih kovača inspiriran nordijskom mitologijom. Zapovjednici vaniri mogu ploviti sa svojim trupama preko oceanskih provincija kako bi neočekivano napali obalne provincije, što je njihova dodirna točka s vikinzima, kojima je inspirirana njihova tema.

### Jotunheim
Još jedan narod inspiriran nordijskom mitologijom. Jotuni su rasa ledenih divova, vještih u magiji krvi, prirode i vode. Divove Jotunheima podupiru vaetiri. Milicija Jotunheima pruža najjaču provincijsku obranu u čitavoj igri.

### R'lyeh
Vodozemna rasa neobičnih bića s daleke zvijezde, temeljena na djelima H. P. Lovecrafta. Vojska R'lyeha sastoji se od moćnih astralnih čarobnjaka i telepata, porobljenih Atlantiđanina, poluljudskih hibrida, i širokog omjera bizarnih bića prizvanih iz 'praznine'. R'lyeh je jedini narod (uz Atlantis) koji može graditi utvrde pod vodom.

### T'ien Ch'i
Ljudski narod temeljen na srednjovjekovnoj Kini. Raspolažu raznolikim pješaštvom i strijelcima, kao i konjicom, te strijelcima na konjima. Čarobnjaci T'ien Ch'ija raspolažu velikim spektrom magije, s manjom sklonošću prema magiji vode. T'ien Ch'i se u pravilu smatra slabim narodom, s prosječnim vojnim jedinicama i neprikladnim čarobnjacima. Posebno su ranjivi na čaroliju Astralnog sukoba (Astral Duel).

### Mictlan
Ljudsko carstvo temeljno na Astecima, čije su vojne jedinice arhaične. Njihovi svećenici-čarobnjaci vješti su u brojnim putovima magije, dok su izrazito moćni u magičnom putu krvi. Njegovi zapovjednici mogu voditi robove u ratove.

### Machaka
Ljudsko carstvo temeljeno na afričkim plemenima. Machakine elitne jedinice jesu divovski pauci. Istovremeno, Machakini moćniji čarobnjaci mogu preuzeti oblik divovskih pauka kada su ozbiljno ozlijeđeni, sposobnost koju su naslijedili od drevnog, mrtvog boga čiji su potomci.